# Joseph-Ermend Bonnal

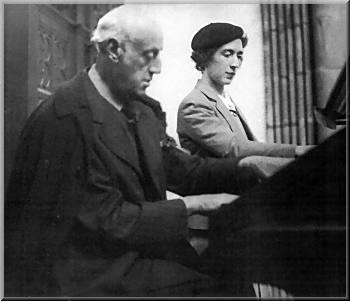
Joseph-Ermend Bonnal (vorne) 1933 am Spieltisch der Wenner-Orgel in der Kirche Saint-André de Bayonne in Begleitung eines Schülers

Joseph-Ermend Bonnal (* 1. Juli 1880 in Bordeaux; † 14. August 1944 ebenda; auch Ermend-Bonnal, Pseudonym Guy Marylis) war ein französischer Komponist und Organist.

## Leben und Werk
Joseph-Ermend Bonnal bekam seine erste musikalische Ausbildung von seinem Vater, einem Geiger. Er studierte dann am Pariser Konservatorium Klavier bei Charles-Wilfrid Bériot, Harmonielehre bei Antoine Taudou, Komposition bei Gabriel Fauré und Orgel bei Alexandre Guilmant und Louis Vierne. Er assistierte außerdem Charles-Marie Widor an Saint-Sulpice, Albert Périlhou an Saint-Séverin und Charles Tournemire an der Basilika Ste-Clotilde.
1901 wurde Ermend-Bonnal Organist an der Kirche Saint-Médard, später an der Kirche Notre Dame in Boulogne-sur-Seine. 1920 wurde ihm eine Stelle als Professor für Orgel an der Universität Straßburg angeboten, er entschied sich jedoch, die Leitung des Konservatoriums von Bayonne zu übernehmen, dem er bis 1941 vorstand. Sein bekanntester Schüler war der Komponist Maurice Ohana. 1942 wurde er Nachfolger seines Lehrers Tournemire an der Cavaillé-Coll-Orgel von Ste-Clotilde.
Der Schwerpunkt von Ermend-Bonnals musikalischem Schaffen lag auf der Orgelmusik (Paysages Euskariens, 1930; Media Vita, Orgelsinfonie, 1932), umfasste aber auch alle anderen musikalischen Genres vom Klavierstück für Kinder bis zur Sinfonie. Von seinen kammermusikalischen Werken sind zwei Streichquartette und ein Streichtrio zu erwähnen. Außerdem komponierte er unter dem Pseudonym Guy Marylis Ragtimes, One Steps und Tangos.